# Distretto di Yunhe
Il distretto di Yunhe (运河区S, Yùnhé QūP) è un distretto della Cina, situato nella provincia di Hebei e amministrato dalla prefettura di Cangzhou.